# Aitor Galdós
Aitor Galdós Alonso (Ermua, 9 novembre 1979) è un ex ciclista su strada spagnolo di origine basca, professionista dal 2004 al 2012.

## Carriera
Corridore dotato di un discreto spunto veloce, accede al professionismo nel 2004 con il Team Nippo, ottenendo alcune vittorie in gare di secondo piano. L'anno successivo passa alla Panaria, dove resta due stagioni, approdando infine all'Euskaltel-Euskadi.
Dal 2011 viene tesserato dalla spagnola Caja Rural. Dal termine del 2012, con la dismissione della società basca, non trova più ingaggi e si ritira dall'attività.

## Palmarès
- 2004 (Team Nippo, tre vittorie)

Classifica finale Giro del Lago Maggiore
4ª tappa Tour du Maroc
1ª tappa Circuito Montañes
- 2006 (Panaria, due vittorie)

1ª tappa Giro di Danimarca
1ª tappa Tour de Wallonie

## Piazzamenti

### Grandi Giri
- Giro d'Italia

2008: ritirato
- Vuelta a España

2012: 173º